# José Salgar
José del Carmen Salgar Escobar (Bogotá, 21 de septiembre de 1921 - Bogotá, 21 de julio de 2013) fue un periodista, columnista y director de periódicos colombiano.

## Biografía
José Salgar fue reconocido como uno de los grandes maestros del oficio en Colombia, puesto que ayudó a forjar generaciones de reporteros, entre ellos el mismo Gabriel García Márquez que llegó a trabajar bajo su mando, en 1953.
En 1964 y hasta 1980, comenzó a dirigir El Vespertino, simultáneamente con su cargo en El Espectador. “Lo manejó hasta que los diarios de la tarde dejaron de ser viables”, explica Cano. Sin embargo, siguió ejerciendo su cargo en El Espectador mucho después de esta experiencia.
En los años 60, Salgar comenzó a escribir su famosa columna ‘El hombre de la calle’, centrada en los problemas capitalinos, que con algunos lapsos, mantuvo hasta el año 2003, cuando su retiro del día a día periodístico se hizo evidente.
La trayectoria de Salgar fue reconocida por los premios más importantes del periodismo colombiano: en 1990, recibió tanto el Premio de Periodismo Simón Bolívar, como el Premio CPB, del Círculo de Periodistas de Bogotá, ambos a su trayectoria. Y años después, en el 2005, recibió el premio Cémex-FMPI, de la Fundación Nuevo Periodismo Iberoamericano (FNPI), en la categoría de homenaje. Tanto en este último, como en el Simón Bolívar, recibió el galardón de manos de Gabo, con quien mantuvo una estrecha amistad.